# Robert James Wood
Pour les articles homonymes, voir Wood.
Robert James Wood (27 mars 1886-8 août 1954) est un marchand et un homme politique municipal et fédéral du Manitoba.

## Biographie
Né à Teulon au Manitoba, Robert James Wood entama sa carrière en servant comme préfet dans le gouvernement municipal de Befrost au Manitoba en 1917. En tant que candidat du Parti libéral du Canada défait dans la circonscription de Selkirk en 1945, il devint le seul député élu dans la nouvelle circonscription de Norquay en remportant les élections de 1949. Puisque la circonscription fut abolie en 1952, il se représenta et remporta les élections de 1953 dans la circonscription de Selkirk. Il décéda en fonction un an après sa réélection en 1954.